# Mount Hummel
Mount Hummel ist ein schneebedeckter Berg im ostzentralen Teil von Grant Island vor der Hobbs-Küste des westantarktischen Marie-Byrd-Lands.
Die Besatzung des Eisbrechers USS Glacier entdeckte ihn am 4. Februar 1962. Das Advisory Committee on Antarctic Names benannte ihn 1966 nach Leutnant William T. Hummel von den Reservestreitkräften der United States Navy, Hubschrauberpilot an Bord des Eisbrechers zum Zeitpunkt der Entdeckung der Insel.